# Guðmundr gríss Ámundason
Guðmundr gríss Ámundason (1144 – m. 22 de febrero de 1210) fue un caudillo medieval de Þingvellir, Árnessýsla en Islandia.

## Biografía
Ostentó el cargo de Allsherjargoði en el Althing (asamblea de hombres libres) islandés desde 1160 a 1197, un cargo reservado para los descendientes de uno de los primeros vikingos colonos en la isla, Ingólfur Arnarson. Guðmundur era un ferviente cristiano, respetado y popular en la Mancomunidad Islandesa. En los últimos años al final de su vida donó todas sus posesiones y se convirtió en monje.

### Descendencia
Su esposa Sólveig (n. 1148) era hija de Jón Loftsson, un caudillo islandés del clan Oddaverjar; tuvieron cinco hijos:
- Þóra eldri Guðmundsdóttir (n. 1169), sería esposa de Jón Sigmundsson (n. 1212) y madre de Ormur Jónsson.
- Þóra yngri Guðmundsdóttir (1170 - 1220), sería esposa de Þorvaldur Gissurarson.
- Magnús góði Guðmundarson
- Þorlákur Guðmundsson (1174 - 1281),[5] que sería padre del obispo Árni Þorláksson.
- Ámundi munkur Guðmundsson (n. 1176)